# 水衡都尉
水衡都尉，中国古代官名，其职能历朝不一。

## 得名
据《汉书·百官公卿表》载，对于该官得名，历代注家有不同看法。應劭认为：「古山林之官曰衡。掌諸池苑，故稱水衡。」張晏则认为：「主都水及上林苑，故曰水衡。主諸官，故曰都。有卒徒武事，故曰尉。」颜師古则称：「衡，平也，主平其稅入。」

## 沿革
水衡都尉最早设于西汉汉武帝时期，于元鼎二年（前115年）置，掌管上林苑，兼管皇室财物和铸钱。《汉书》载，水衡都尉“掌上林苑，有五丞。屬官有上林、均輸、御羞、禁圃、輯濯、鍾官、技巧、六廄、辯銅九官令丞。又衡官、水司空、都水、農倉，又甘泉上林、都水七官長丞皆屬焉。上林有八丞十二尉，均輸四丞，御羞兩丞，都水三丞，禁圃兩尉，甘泉上林四丞。成帝建始二年省技巧、六廄官。……初，御羞、上林、衡官及鑄錢皆屬少府。”即水衡都尉于西汉武帝新设时，接管了少府的部分职权。
王莽新朝時改水衡都尉称予虞。
东汉有事随置水衡都尉，而掌管上林苑等职能归于少府，水利、航运事务另设都水使者。《后汉书》载，“孝武帝初置水衡都尉，秩比二千石，別主上林菀有離宮燕休之處，世祖省之，并其職於少府。每立秋貙劉之日，輒暫置水衡都尉，事訖乃罷之。”
曹魏再设水衡都尉，掌管水军舟船器械。“後漢省都水以屬郡國，而置河堤謁者五人。魏因之，又兼有水衡都尉，主天下水軍舟船器械。”
晋朝初立时省，元康年間又复置。“晉置都水臺都水使者一人，掌舟楫之事，官品第四；又有左、右、前、後、中五水衡。《晉起居註》及《元康百官名》：陳慎、戴熊俱以都水使者領水衡都尉。”
南北朝时南朝刘宋曾设立水衡令。“宋孝武帝省都水臺，置水衡令。”
北朝后魏亦曾置水衡都尉。“後魏亦二官並置建，都水使者正第四品中，水衡都尉從五品中；太和二十二年，都水使者從五品，而省水衡。”
唐朝设都水监，该官名称变化多次，除曾称司津監、都水使者外，还曾由都水使者改称水衡都尉。《唐六典》载，“都水監：使者二人，正五品上。”“……光宅元年改為水衡都尉，神龍元年復舊。”都水监的职能与两汉水衡都尉不同。